# Diocesi di Mulli
La diocesi di Mulli (in latino Dioecesis Mullitana) è una sede soppressa e sede titolare della Chiesa cattolica.

## Storia
Mulli, nell'odierna Tunisia, è un'antica sede episcopale della provincia romana dell'Africa Proconsolare, suffraganea dell'arcidiocesi di Cartagine.
Resta difficile l'identificazione di Mulli, benché sia certo che fosse nella provincia Proconsolare, forse sulle rive del mare.
Sono quattro i vescovi documentati di questa diocesi africana. Alla conferenza di Cartagine del 411, che vide riuniti assieme i vescovi cattolici e donatisti dell'Africa romana, presero parte il cattolico Candorio e il donatista Marcellino. Liberato assistette al sinodo riunito a Cartagine dal re vandalo Unerico nel 484, in seguito al quale venne esiliato. Segezio intervenne al concilio cartaginese del 525.
Dal 1933 Mulli è annoverata tra le sedi vescovili titolari della Chiesa cattolica; dal 4 aprile 2018 il vescovo titolare è Jayakody Aratchige Don Anton Jayakody, vescovo ausiliare di Colombo.

## Cronotassi

### Vescovi
- Candorio † (menzionato nel 411)
  - Marcellino † (menzionato nel 411) (vescovo donatista)
- Liberato † (menzionato nel 484)
- Segezio † (menzionato nel 525)

### Vescovi titolari
- Alberto Ablondi † (9 agosto 1966 - 26 settembre 1970 succeduto vescovo di Livorno)
- Elías Yanes Álvarez † (28 ottobre 1970 - 3 giugno 1977 nominato arcivescovo di Saragozza)
- Luis Alberto Luna Tobar, O.C.D. † (17 agosto 1977 - 7 marzo 1981 nominato arcivescovo di Cuenca)
- Gregorio Rosa Chávez (17 febbraio 1982 - 28 giugno 2017 nominato cardinale presbitero del Santissimo Sacramento a Tor de' Schiavi)
- Jayakody Aratchige Don Anton Jayakody, dal 4 aprile 2018